# سولپیکیوس گالوس (دهانه)
سولپیکیوس گالوس یک دهانه برخوردی در ماه‌ است.